# Byrevattnet, Bohuslän
Byrevattnet är en sjö i Munkedals kommun och Uddevalla kommun i Bohuslän och ingår i Örekilsälvens huvudavrinningsområde. Sjön är 7,1 meter djup, har en yta på 0,35 kvadratkilometer och är belägen 105,9 meter över havet.

## Delavrinningsområde
Byrevattnet ingår i det delavrinningsområde (649049-126592) som SMHI kallar för Mynnar i Viksjön. Medelhöjden är 120 meter över havet och ytan är 17,53 kvadratkilometer. Det finns inga avrinningsområden uppströms utan avrinningsområdet är högsta punkten. Vågsätersbäcken som avvattnar avrinningsområdet har biflödesordning 3, vilket innebär att vattnet flödar genom totalt 3 vattendrag innan det når havet efter 14 kilometer. Avrinningsområdet består mestadels av skog (70 procent). Avrinningsområdet har 2,1 kvadratkilometer vattenytor vilket ger det en sjöprocent på 12 procent.